# 刘钊 (1963年)
刘钊（1963年12月—），男，汉族，陕西扶风人，中华人民共和国政治人物，曾任中华人民共和国公安部党委委员、政治部主任，公安部副部长。
现任中央纪委国家监委驻中央社会工作部纪检监察组组长。